# المشرق (مصطلح)

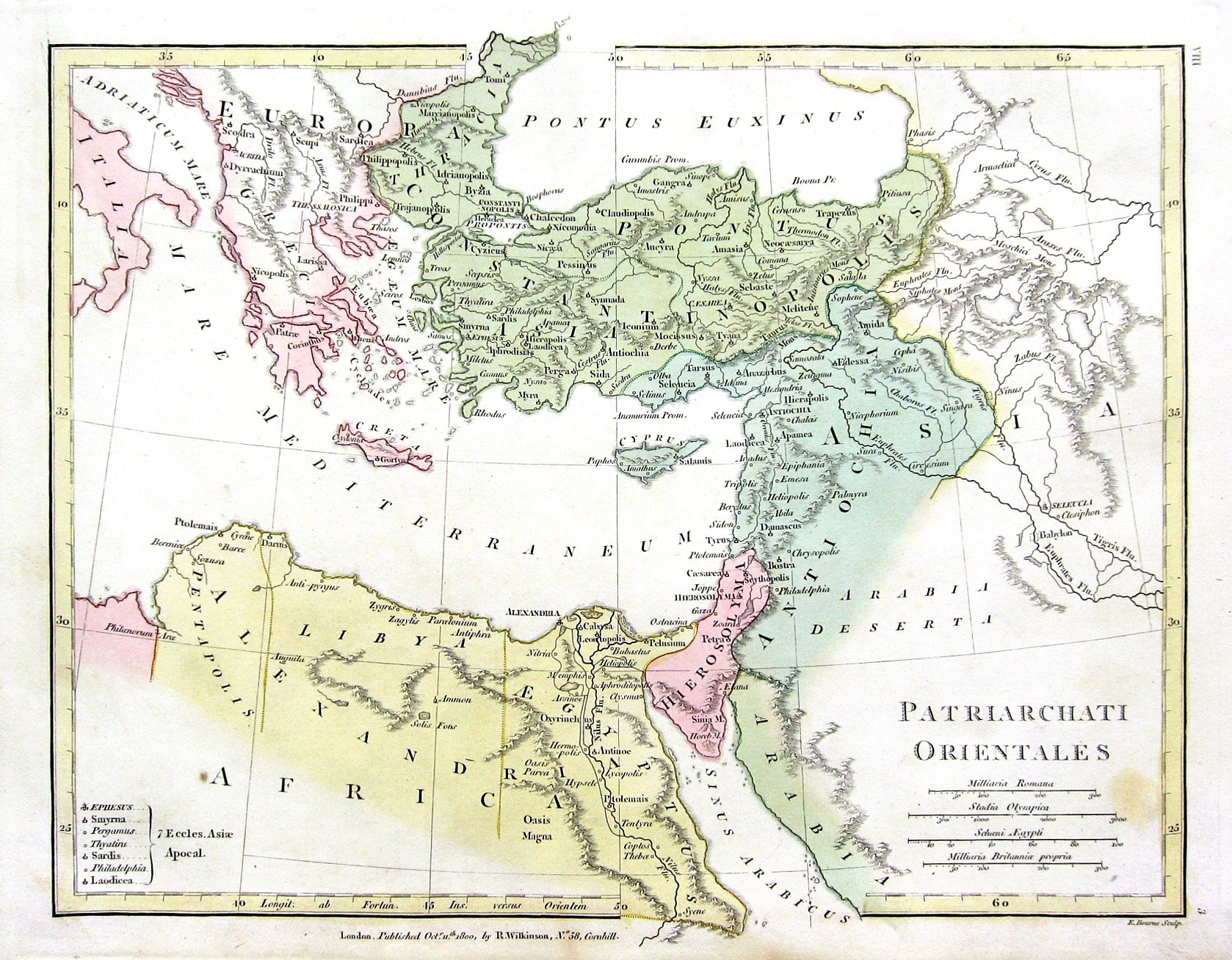
خريطة الشرق القديم و الإمبراطورية الرومانية والنظام الكنسي لها بعد مجمع خلقيدونية، سنة 451 م

المشرق (بالإنجليزية: Orient) وهو مصطلح تاريخي للشرق، ويتألف تقليدياً من أي شيء ينتمي إلى العالم الشرقي، ويقابله مصطلح الغرب الذي يقصد به كل ما يتعلق بأوروبا. في اللغة الإنجليزية يعتبر مصطلح المشرق إلى حد كبير مرادفاً لقارة آسيا، ويقصد بهذا التصنيف بشكل عام الشرق الأدنى والشرق الأوسط والشرق الأقصى: وهي المناطق الجغرافية والعرقية الثقافية المعروفة الآن باسم غرب آسيا وجنوب آسيا وشرق آسيا وجنوب شرق آسيا. في الأصل تم استخدام مصطلح المشرق لتسمية الشرق الأدنى، وتطور معناه لاحقاً وتوسع ليشمل أيضاً منطقة الشرق الأوسط أو الشرق الأقصى.
في الدراسات الاستشراقية، المشرق، لا يقتصر على ما يقع شرقًا من الناحية الجغرافية فقط، بل يمتد ليشمل شمال إفريقيا وتركيا أيضًا. وقد نُظر إلى المشرق بوصفه كيانًا ثقافيًا وجغرافيًا يُعتبر في أغلب الأحيان نقيضًا للعالم الأوروبي الغربي.
غالباً ما يستخدم مصطلح «الشرقي» لوصف المواضيع والاشياء التي تأتي من المشرق. ومع ذلك، وبالنظر إلى دلالاته في المركزية الأوروبية والتعريف المتغير وغير الدقيق عبر العصور لهذا المصطلح، فقد يُعتبر وصفاً مسيئاً للناس القادمين من شرق آسيا.

## أصل الكلمة

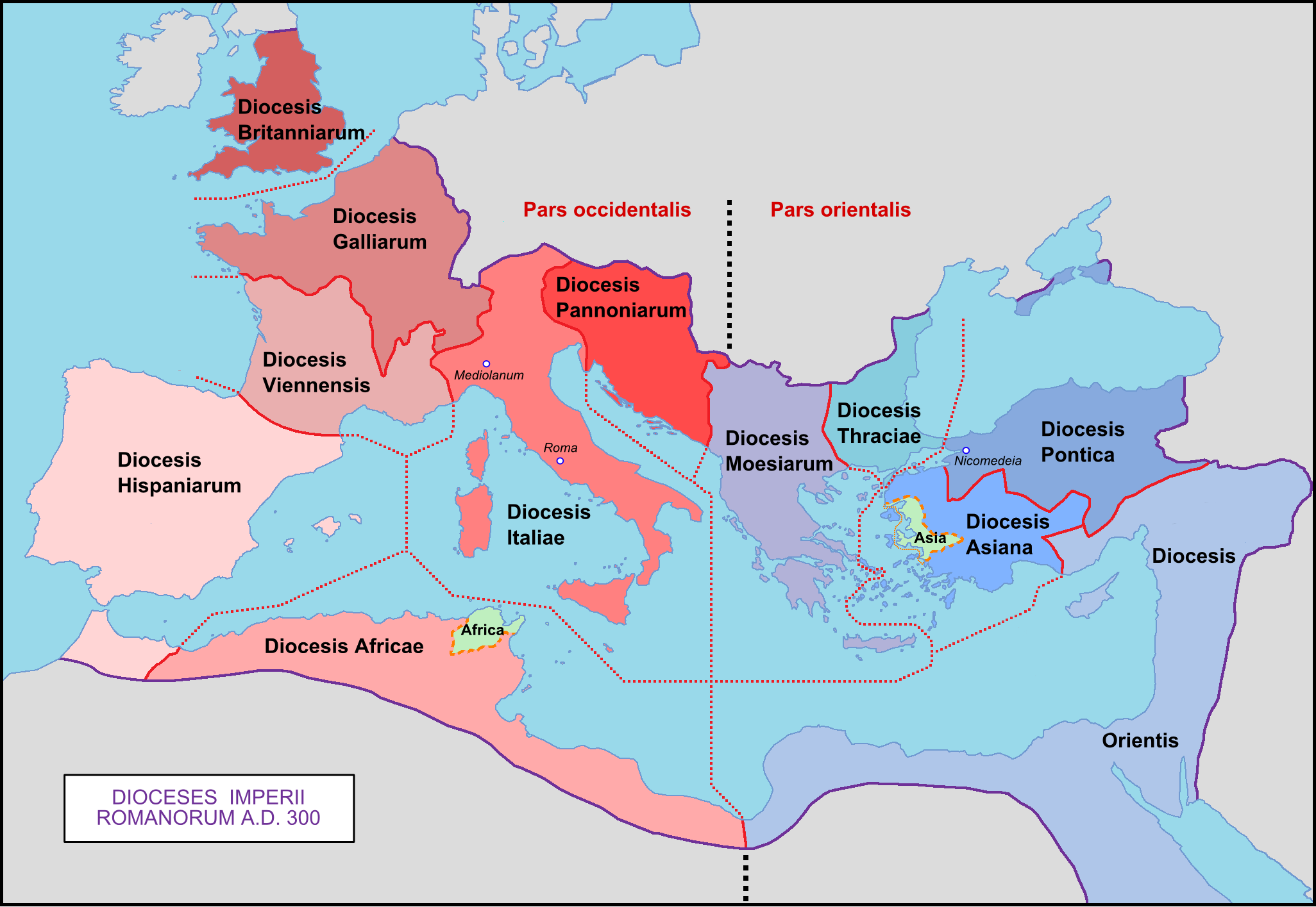
الأبرشيات الإدارية للإمبراطورية الرومانية، سنة 300م، بما في ذلك أبرشيات الشرق الأصلية

مصطلح المشرق (Orient) مشتق من الكلمة اللاتينية "oriens" التي تعني «الشرق». وهذه الكلمة لها نظير في العديد من اللغات، مثل: بالفرنسية "Levant"، بالروسية "Левант"، باليونانية "anatole" وتعني الاناضول، بالعبرية "Mizrahi" أي مزراحي وهي مشتقة من كلمة «زرحا» والتي تعني شروق الشمس، وكذلك لا بد الإشارة إلى أنه في العديد من المعابد القديمة، بما في ذلك المعابد الوثنية والمعبد اليهودي في القدس، مع مداخلها الرئيسية كان قد تم بناؤها باتجاه الشرق. وتم العمل بهذا التقليد أيضاً في الكنائس المسيحية. حيث الأعتقاد بأن ذلك هو الاتجاه الصحيح.
تفسير آخر للمصطلح ينبع من روما خلال الإمبراطورية الرومانية، وتحديداً الإمبراطورية الرومانية الشرقية أو «الشرق الروماني» خلال الإمبراطورية البيزنطية. على الرغم من أن خط الشرق والغرب الأصلي (أو المشرق والمغرب) كان الساحل الشرقي لشبه الجزيرة الإيطالية، إلا أنه في حوالي 600 ميلادي إنتقل هذا المصطلح إلى مدينة روما. وكانت أي منطقة تقع أسفل مدينة روما تُعتبر المشرق، فضلاً عن الأعراق التي تقطن تلك الأراضي مثل الدلماتيين الإيطاليين (النابوليين الجدد إلى جانب الصقليين والليبيين والمغاربة واليونانيين..إلخ)، وكذلك كل شيء على شرق الجنوب الإيطالي، ومن هنا جاءت التسمية الإيطالية "Italia nord-orientale" (وتعني شمال شرق إيطاليا) ويقصد به إقليم (لا تري فينيزيا) أو (3 Venices) الواقعة فوق خط العرض الروماني الذي يفصلها عن أبروتسو الحديثة؛ بداية المشرق في الشرق، بينما لاتسيو بدايتها في غرب شبه الجزيرة الإيطالية.
المصطلح المقابل "Occident" أي «المغرب» وهو مشتق من الكلمة اللاتينية "occidens" وتعني الغروب (حيث تغرب الشمس) ولكن تم أهمال هذا المصطلح باللغة الإنجليزية وحل محله مصطلح «العالم الغربي» أو "Western world".

## تاريخ المصطلح

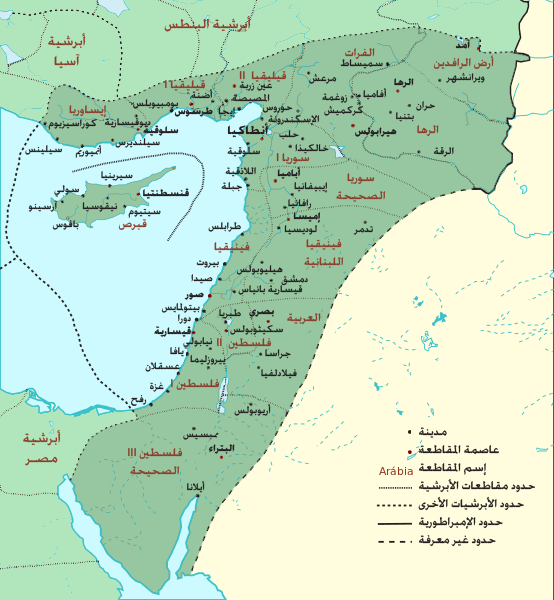
الرومانية المتأخرة أبرشية الشرق سنة 400 م.

تم إعادة تحديث مصطلح المشرق الروماني "Orient" في عهد الإمبراطور دقلديانوس (284-305)م، عندما تم تشكيل أبرشية المشرق. في وقت لاحق من القرن الرابع الميلادي تم تشكيل ولاية المشرق الإمبراطورية التي ضمت معظم أراضي الإمبراطورية الرومانية الشرقية، من تراقيا شرقاً؛ كان الجزء الشرقي منها أبرشية المشرق الأصلية، والتي تقابل تقريبا ما يعرف ببلاد الشام حالياً.
بمرور الوقت، تحول الفهم المشترك لـ«المشرق» باستمرار نحو الشرق، حيث سافر الأوروبيون إلى أماكن أبعد من آسيا، ووصلوا حتى المحيط الهادئ، والذي أطلق عليه الغربيون اسم «الشرق الأقصى». هذه التحولات في الوقت وتحديد الهوية تخلط أحياناً بين نطاق الدراسات الشرقية (التاريخية والجغرافية). ومع ذلك، لا تزال هناك سياقات يحافظ فيها «الشرق» و «المشرق» على معانيهما القديمة (على سبيل المثال، «البهارات الشرقية» عادة ما تكون من المناطق الممتدة من الشرق الأوسط إلى شبه القارة الهندية حتى الهند الصينية). وفي أوائل القرن العشرين أصبح المسافرين الأوربيين يستقلون قطار الشرق السريع المتجه من باريس وصولاً إلى نهايته في الجزء الأوروبي من اسطنبول.
في علم التأريخ الأوروبي، تغير معنى «المشرق» في نطاقه عدة مرات. حيث كان يشير المصطلح في الأصل إلى مصر والشام والمناطق المجاورة. كما في أقصى الغرب المغرب. خلال القرن التاسع عشر بدأت الهند، وبدرجة أقل الصين، تحل محل بلاد الشام باعتبارها الموضوع الرئيسي لبحوث المستشرقين. وبحلول منتصف القرن العشرين، اعتبر العلماء الغربيون عموماً أن «المشرق» هو شرق آسيا وجنوب شرق آسيا وشرق آسيا الوسطى فقط. في أوائل القرن العشرين استمر استخدام مصطلح «المشرق» شاملاً شمال إفريقيا. اما الآن فإن المصطلح يستحضر في المقام الأول صور الصين وكوريا واليابان وفيتنام ومنغوليا وجنوب شرق آسيا. طوال التاريخ المتغير للمصطلح، لم يكن «المشرق» معادلاً لآسيا ككل. نظرًا لكون «المشرق» مصطلحًا ثقافياً إلى حد كبير، فقد تم استبعاد أجزاء كبيرة من آسيا - أبرزها سيبيريا - من المفهوم العلمي للمشرق.
لقد استخدم الغرب مصطلح الصفة الشرقية ليعني الثقافات والشعوب والبلدان والسجاد الآسيوي والبضائع القادمة من الشرق. «المشرقية Oriental» تعني عموما «الشرقية Eastern». إنه تسمية تقليدية (خاصةً عند الكتابة بالأحرف الكبيرة) لأي شيء ينتمي إلى الشرق أو «شرق العالم» (بالنسبة لآسيا)، وخاصة ثقافته الشرقية. ويشير إلى الاتجاه الشرقي في علم الفلك التاريخي، وغالبا ما يختصر «أوري Ori». في اللغة الإنجليزية الأمريكية المعاصرة، يشير مصطلح «أورينتال» عادة إلى أشياء من أجزاء من شرق آسيا التي يحتلها تقليدياً الآسيويون الشرقيون ومعظم آسيا الوسطى وجنوب شرق آسيا الذين تم تصنيفهم عرقياً على أنهم «منغوليون». يستثني من ذلك اليهود والهنود والعرب ومعظم شعوب جنوب أو غرب آسيا. بسبب التمييز العنصري التاريخي ضد الصينيين والكوريين واليابانيين، في بعض أجزاء الولايات المتحدة يعتبره بعض الناس مصطلح «مهين». على سبيل المثال، تحظر ولاية واشنطن كلمة مشرقي "Oriental" في التشريعات والوثائق الحكومية، مفضلة كلمة آسيوي "Asian" بدلاً من ذلك.
في أكثر الاستخدامات المحلية يتم استخدام «مشرقي» أيضًا في الأجزاء الشرقية من البلدان، مثل جهة الشرق بالمغرب. تُستخدم المشرقية أيضاً كصفة تشبه كل ما هو «شرقي»، خاصة في العالم الناطق بالإسبانية. على سبيل المثال، تنقسم كل من جزر ميندورو ونيغروس الفلبينية إلى مقاطعتين تشمل عناوينهما كلمات «الشرقية» و «الغربية» على التوالي. الاسم الرسمي لأوروغواي هو جمهورية أوروغواي الشرقية أو جمهورية الشرقية في أوروغواي لأنها تقع شرق نهر أوروغواي.
منذ القرن التاسع عشر أصبح المستشرق مصطلح تقليدي للمتخصصين في الدراسات الشرقية. ومع ذلك فإن استخدام «الاستشراق» في اللغة الإنجليزية لوصف الدراسات الشرقية الأكاديمية أمر نادر الحدوث، يستخدم الاستشراق على نطاق واسع للإشارة إلى أعمال العديد من فنانين القرن التاسع عشر المتخصصين في الموضوعات الشرقية، وغالباً ما يستفيدون من رحلاتهم إلى شمال إفريقيا وغرب آسيا. وتم وصف الفنانين والعلماء على أنهم «مستشرقون». في عام 1978 نشر الباحث الفلسطيني الأمريكي إدوارد سعيد كتابه المؤثر والمثير للجدل (الاستشراق). واستخدم المصطلح لوصف التقليد الغربي السائد، أكاديمياً وفنياً للتفسيرات الخارجية المتحيزة للعالمين العربي والإسلامي، والتي تشكلت بمواقف الإمبريالية الأوروبية في القرنين الثامن عشر والتاسع عشر.

## الاستخدام الحالي

### الإنجليزية البريطانية والأيرلندية
في اللغة الإنجليزية البريطانية، يستخدم مصطلح Oriental «مشرقي» للإشارة إلى أشخاص من شرق وجنوب شرق آسيا (مثل من الصين واليابان وكوريا وإندونيسيا وماليزيا والفلبين وسنغافورة وتايلاند وفيتنام وكمبوديا ومنغوليا ولاوس). يشير مصطلح «آسيوي» في بريطانيا العظمى عموماً إلى أشخاص ينتمون إلى جنوب آسيا (ولا سيما باكستان والهند وبنغلاديش وسريلانكا وجزر المالديف)، لأن الآسيويين البريطانيين يشكلون حوالي 6.9 ٪ من السكان داخل المملكة المتحدة. يشير «الشرقيون» حصريًا إلى أشخاص من أصل شرق وجنوب شرق آسيا، والذين يمثلون 0.7٪ من سكان المملكة المتحدة ككل، و 5.3٪ من السكان غير الأوروبيين. معظمهم من أصل صيني. لا يعتبر بشكل عام مصطلحًا مسيئًا وتستخدمه الشرطة البريطانية والوكالات الأخرى لوصف الأشخاص من شرق أو جنوب شرق آسيا.
كلمة Orient تعني أيضاً بريق اللؤلؤة الجميلة. مثال ذلك، هونغ كونغ مستعمرة بريطانية سابقة كانت تسمى «لؤلؤة الشرق».

### الإنجليزية الأمريكية

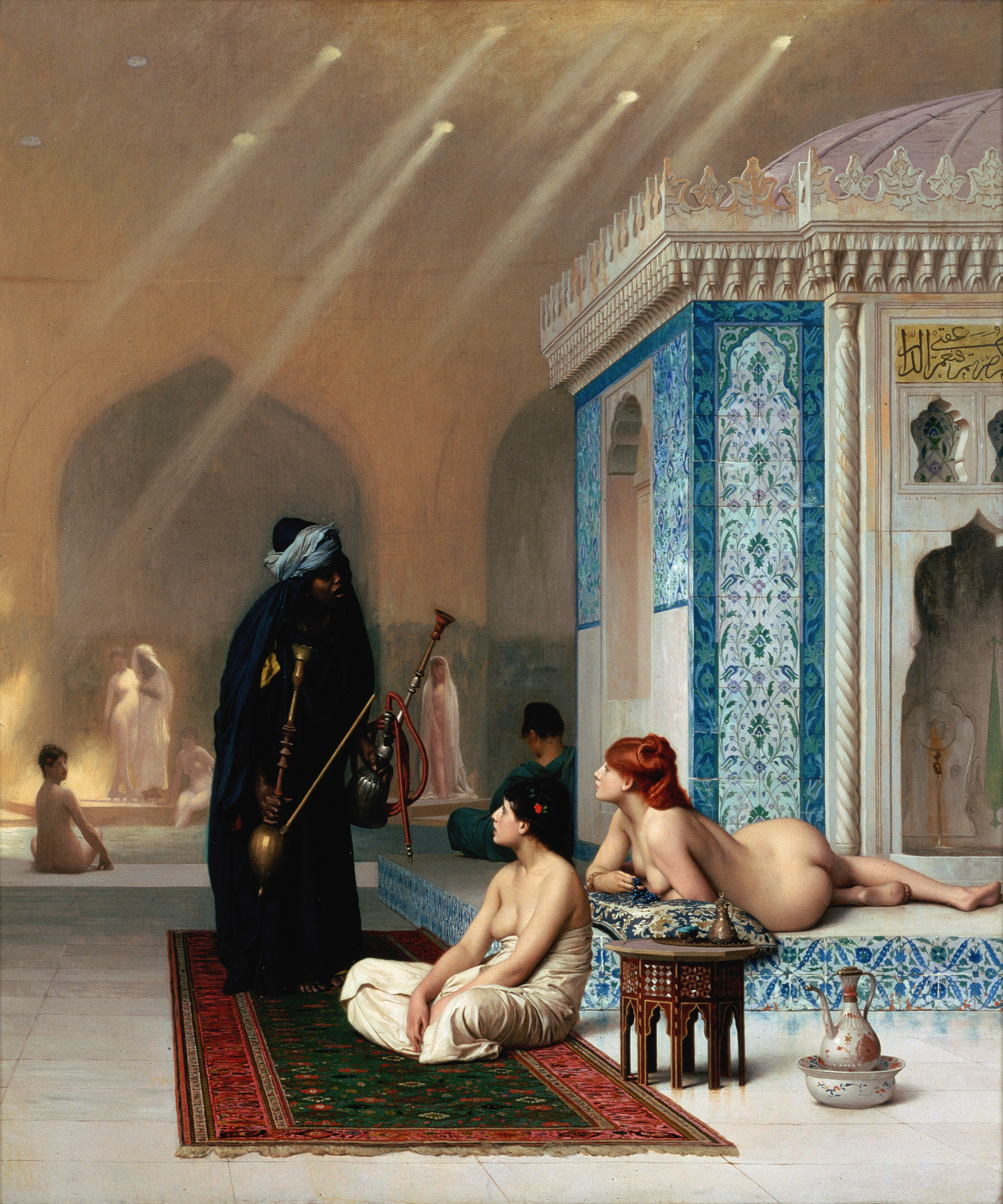
لوحة حمام الحرملك للرسام الاستشراقي الفرنسي جان ليون جيروم سنة 1876؛ حيث إناث الحريم عارية أو أماكن الاستحمام هي العنصر الرئيسي في الكثير من لوحات المستشرقين.

نظرًا لتميزها بالثقافة الأمريكية، يعتبر بعض المتحدثين باللغة الإنجليزية في الولايات المتحدة مصطلح مشرقي "Oriental" مصطلحاً مزعجاً ومهيناً عند استخدامه لوصف شخص ما. قال جون كو وي تشين مدير برنامج ومعهد الدراسات الآسيوية / المحيط الهادئ / الأمريكي بجامعة نيويورك، إن النقد الأساسي للمصطلح الذي تم تطويره في الولايات المتحدة في سبعينيات القرن الماضي. قال تشين: "مع حركة الولايات المتحدة المناهضة للحرب في الستينيات وأوائل السبعينيات، حدد العديد من الأميركيين الآسيويين مصطلح مشرقي "Oriental" بانه نوع من التمييز العنصريي نحو الآسيويين. 2009 في بيان صحفي أمريكي يتعلق بالتشريع الذي يهدف إلى إزالة مصطلح Oriental "مشرقي" من الوثائق الرسمية لولاية نيويورك، حيث صرح حاكم ولاية نيويورك ديفيد باترسون: كلمة مشرقي "Oriental" لا تصف الأصل العرقي أو الخلفية أو حتى العرق؛ في الواقع، لها جذور تاريخية عميقة ومهينة.
في عام 2016، وقع الرئيس باراك أوباما على تشريع يحذف الكلمة من القانون الفيدرالي.

### الإنجليزية الأسترالية
في اللغة الإنجليزية الأسترالية، يشير مصطلح «آسيوي» عموماً إلى المنحدرين من أصل شرق آسيوي أو من جنوب شرق آسيا، مثل المنحدرين من أصول صينية أو كورية أو يابانية أو فيتنامية أو تايلاندية أو فلبينية. ويُشار إلى الأشخاص الذين من أصول باكستانية وسريلانكية ومعظم الذين أصولهم من جنوب آسيا الأخرى بأسمائهم الخاصة، لكن بدون معرفة واضحة يتم الاستنتاج على أن هؤلاء الأشخاص هم «هنود».

### ألمانيا
في ألمانيا، يستخدم مصطلح المشرق "Orient" عادة بشكل مترادف مع المنطقة الواقعة بين الشرق الأدنى وشرق آسيا، بما في ذلك إسرائيل والعالم العربي وبلاد فارس الكبرى.
مصطلح آسيوي (بالألمانية: Asiaten ) ويقصد به الآسيويين بشكل عام. أما الكلمة الأخرى لـ Orient باللغة الألمانية هي مورغنلاند (Morgenland) وتستخدم غالياً في اللغة الشعرية والتي تترجم حرفياً «أرض الصباح». وتقابلها كلمة (Abendland) وهي أيضاً شعرية بشكل أساسي، وتشير إلى أوروبا الغربية.

## مزيد من القراءة
- [آنكيرل، غاي]  التعايش بين الحضارات المعاصرة: العرب المسلمين، البهاراتية، الصينية، والغربية  (اينو بريس)، جنيف، 2000. (ردمك  2-88155-004-5)